# カイリー・グライムス
カイリー・グライムス（Kylie Grimes、1987年12月7日 – ）は、イギリスのウィルチェアーラグビー選手。
2012年夏季パラリンピックのウィルチェアーラグビー競技に、イギリス代表として参加した。2012年夏季パラリンピックにおけるウィルチェアーラグビー競技には8カ国から90人が参加したが、そのうち女性選手は彼女を含めて2人のみであった。
彼女は水泳プールにおいて、友人の飛込での事故により身体障害を負った。彼女は事故に関して訴訟を起こしたが、失敗に終わった。彼女は2008年からウィルチェアーラグビー競技を始め、週に12時間の訓練を行った。残りは愛馬と過ごし、彼女は自分自身を肯定的に捉えられるようになった。2012年、彼女は突然にウィルチェアーラグビーイギリス代表として選出された。